# 耶齐德·泽古尼
努尔丁·耶齐德·泽古尼（阿拉伯语：‎，1937年9月5日—2020年12月18日），阿尔及利亚政治人物，曾任内政部长、副总理。

## 生平
1937年生于突尼斯塔巴卡。1955年加入阿尔及利亚民族解放阵线，长期从事情报工作，1970年代末至1982年担任情报部长。之后又担任阿尔及利亚驻美国华盛顿、墨西哥墨西哥城和日本东京等大使馆的大使。1999年至2010年担任内政和地方政府国务部长。2010年至2012年担任副总理。2020年12月18日逝世。

## 荣誉
- 旭日大绶章（2018年）[5]